# ساوت تروی (مینه‌سوتا)
ساوت تروی (به انگلیسی: South Troy) یک منطقهٔ مسکونی در ایالات متحده آمریکا است که در Wabasha County واقع شده‌است. ساوت تروی ۳۵۳٫۸۸ متر بالاتر از سطح دریا واقع شده‌است.